# Loudness
A Loudness japán heavy/glam/speed/progresszív metal együttes. 1981-ben alakultak meg Oszakában. Jelenlegi tagjai: Akira Takasaki, Masayoshi Yamashita, Minoru Niihara és Masayuki Suzuki. Egyes zenei oldalak 1980-ra teszik megalakulásuk dátumát.
Az együttes a Lazy nevű rockegyüttes feloszlása után jött létre. Akira Takasaki gitáros, Hiroyuki Tanaka basszusgitáros és Munetaka Higuchi dobos alapították. Míg a Lazy "lágyabb" zenét játszott (hard rock, glam metal, pop-rock), addig a Loudness a "keményebb" műfajokban játszik. Takaszaki elégedetlen volt a Lazy hangzásával, ezért keményebb hangzású együttest szeretett volna alapítani. Zeneileg egyéb japán heavy metal együttesek (Anthem, Bow Wow) hatottak a Loudness zenéjére. Felfogadták Masayoshi Yamashita basszusgitárost és az Earthshaker-ből kilépő Minoru Niiharát énekesként. Munetaka Higuchi 2008-ban elhunyt, helyére Masayuki Suzuki került.
Zenéjük a heavy metal, hard rock, speed metal, progresszív metal és glam metal stílusokba sorolható, de a Terror albumukon doom metalt játszottak.

## Diszkográfia
- The Birthday Eve (1981)
- Devil Soldier (1982)
- The Law of Devil's Land (1983)
- Disillusion (1984)
- Thunder in the East (1985)
- Shadows of War (1986)
- Lightning Strikes (1986)
- Hurricane Eyes (1987)
- Soldier of Fortune (1989)
- On the Prowl (1991)
- Loudness (1992)
- Heavy Metal Hippies (1994)
- Ghetto Machine (1997)
- Dragon (1998)
- Engine (1999)
- Spiritual Canoe (2001)
- Pandemonium (2001)
- Biosphere (2002)
- Terror (2004)
- Racing (2004)
- Breaking the Taboo (2006)
- Metal Mad (2008)
- The Everlasting (2009)
- King of Pain (2010)
- Eve to Dawn (2011)
- 2012 (2012)
- The Sun Will Rise Again (2014)
- Samsara Flight (2016)
- Rise to Glory (2018)